# LaGrange (Indiana)
LaGrange è una città degli Stati Uniti d'America, situata nello Stato dell'Indiana e in particolare nella Contea di LaGrange, della quale è anche il capoluogo.